# Thomas Fothen
Thomas Fothen (Kaarst, Alemania, 6 de abril de 1983) es un ciclista alemán.

## Trayectoria
Thomas Fothen debutó en 2005 en el equipo Team Sparkasse. En 2006 se unió a su hermano Markus en la formación ProTour Gerolsteiner. En 2007 participó en una primera gran vuelta con ocasión del Giro de Italia y obtuvo algunos lugares de honor en las llegadas al esprint.
Su hermano mayor, Markus Fothen, es también ciclista profesional.

## Palmarés

### Ruta
No consiguió ninguna victoria como profesional.

### Pista
2002
- Campeonato de Alemania en Persecución por equipos (con Jens Lehmann, Sebastian Siedler y Moritz Veit)

## Resultados en Grandes Vueltas
| Carrera | Carrera         | 2005 | 2006 | 2007  | 2008  | 2009  | 2010 | 2011 |
| ------- | --------------- | ---- | ---- | ----- | ----- | ----- | ---- | ---- |
|         | Giro de Italia  | —    | —    | 122.º | F. c. | 133.º | —    | —    |
|         | Tour de Francia | —    | —    | —     | —     | —     | —    | —    |
|         | Vuelta a España | —    | —    | —     | —     | —     | —    | —    |

—: no participa
Ab.: abandono
F. c.: fuera de control